# 勝胤寺
勝胤寺（しょういんじ）は、千葉県佐倉市にある曹洞宗の寺院。

## 歴史
1532年（享禄5年）、千葉勝胤の開基である。千葉勝胤は本佐倉城の城主であり、華翁祖芳を招いて寺を創建した。
当寺の名称は勝胤に由来しており、伝千葉勝胤像など千葉氏に関する寺宝を有している。
千葉氏滅亡後は徳川家康より20石の寺領が与えられている。

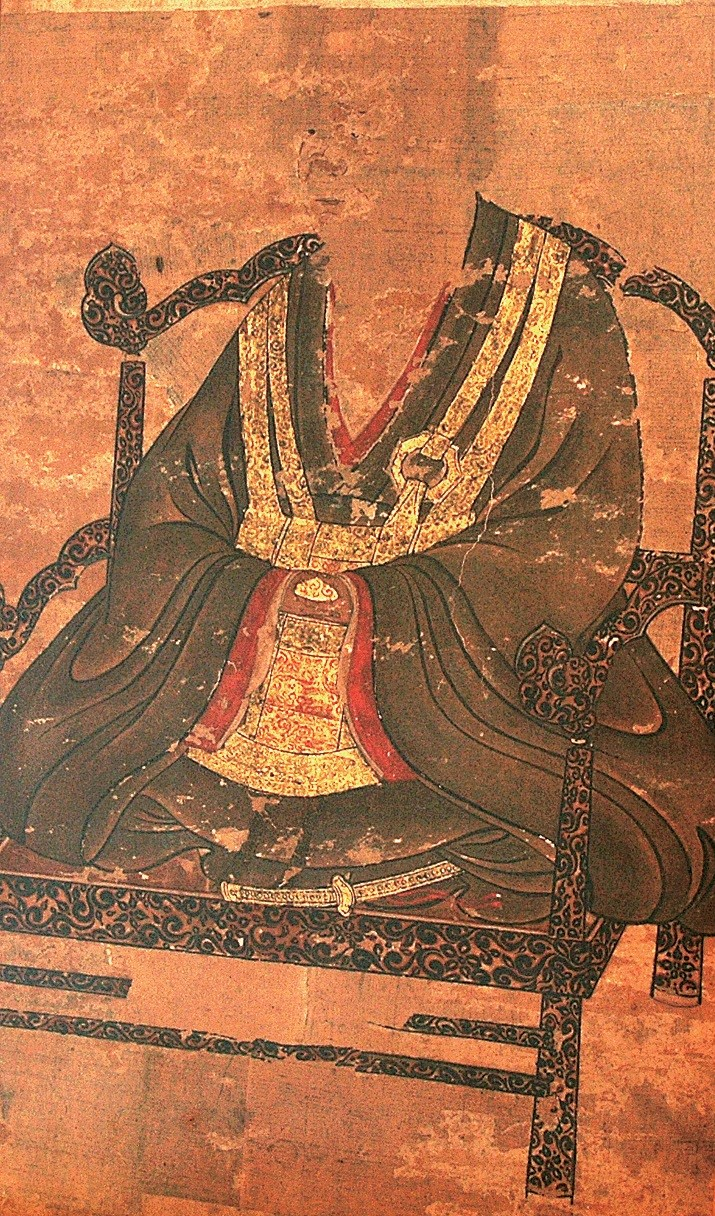
伝千葉勝胤像

## 文化財
- 勝胤寺中世石塔群（佐倉市指定史跡 昭和50年9月17日指定）[3]

## 交通アクセス
- 大佐倉駅より徒歩9分。